# Leucania albomarginata
Leucania albomarginata là một loài bướm đêm trong họ Noctuidae.